# Shirley Ann Grau
Shirley Ann Grau (* 8. Juli 1929 (nach anderen Quellen 1930) in New Orleans, Louisiana; † 3. August 2020 in Kenner, Louisiana) war eine US-amerikanische Schriftstellerin. 1965 erhielt sie als zweite Frau nach Harper Lee  für ihren Roman The Keepers of the House den Pulitzer-Preis für Belletristik.

## Leben und Wirken
Shirley Ann Grau wuchs im Bundesstaat Alabama auf. Nach dem Schulbesuch studierte sie am Sophie Newcomb College der Tulane University und schloss ihr Studium 1950 ab.
Ihr schriftstellerisches Debüt gab die Mutter von vier Kindern 1955 mit Black Prince, and Other Stories, einer Sammlung von Kurzgeschichten. Dieser folgten mehrere Romane:  The Hard Blue Sky (1958), The House on Coliseum Street (Voices of the South) (1961) sowie The House on Coliseum Street (1961; deutsche Übersetzung 1968 unter dem Titel Mädchen aus New Orleans).
In der Hochphase der Bürgerrechtsbewegungen erschien 1964 der Roman The Keepers of the House (deutscher Titel: Die Hüter des Hauses), für den Grau 1965 als zweite Frau nach Harper Lee den Pulitzer-Preis für Belletristik erhielt (Platz 1 der Spiegel-Bestsellerliste vom 4. April bis zum 2. Oktober 1966). Das Buch hat eine Liebesbeziehung zwischen einem reichen weißen Mann und seiner schwarzen Haushälterin im ländlichen Alabama zum Thema. Nach der Veröffentlichung wurde Grau bedroht, unter anderem von Mitgliedern des Ku-Klux-Klans. Diese, so Grau, hätten aus Wut über das Buch versucht, im Hof des Hauses der Autorin in Metairie ein Kreuz in Brand zu setzen.
1971 veröffentlichte Grau mit The Condor Passes einen weiteren Roman, der 1972 unter dem Titel Der Kondor in einer Übersetzung von Kurt Wagenseil in deutscher Sprache vertrieben wurde. Danach erschienen unter den Titeln The Wind Shifting West (1973) und Nine Women (1985) weitere Kurzgeschichtensammlungen sowie die beiden Romane Evidence of Love (1977; deutscher Titel: Liebe hat viele Namen) und Roadwalkers (1994).
Shirley Ann Grau starb am 3. August 2020 im Alter von 91 Jahren in Kenner an den Folgen eines Schlaganfalls.